# Kölcsey Ferenc
Kölcsey Ferenc (Sződemeter, 1790. augusztus 8. – Szatmárcseke, 1838. augusztus 24.) magyar költő, politikus és nyelvújító, a Magyar Tudós Társaság, majd Magyar Tudományos Akadémia tiszteletbeli tagja, a Kisfaludy Társaság alapító tagja, a nemzeti himnusz költője.

## Élete

### Gyermekkora
1790-ben született Sződemeteren. Miután édesapja, a nemesi származású Kölcsey Péter, aki álmosdi birtokán gazdálkodott, 1796. augusztus 9-én elhunyt, édesanyja, Bölöni Ágnes a hatéves fiát Debrecenbe küldte iskolába. Jobb szeme világát gyermekkorában fekete himlő következtében elveszítette. A szájhagyomány szerint a betegség kezelése közben – a kor szokásai szerint – a tüzes kemencében kezelt gyermeknek szikra pattant a szemébe, de ezt a legendát nem sikerült utólag kétséget kizáróan igazolni. 11 éves volt, amikor anyja meghalt, és ettől kezdve a háztartást Panna néni, a család régi hű cselédje vezette, mind neki, mind három kisebb testvérének gondját viselte. Egyébiránt az árva gyermekekre gyámapjukon, Gulácsy Antal szokolyi birtokos nemesen kívül Péchy Imre, a kollégium főgondnoka is némi felügyeleti joggal rendelkezett.

### Tanulmányai
14 éven át a Debreceni Református Kollégiumban, a Szentírás magyarázatán kívül minden tárgyat végigtanult. Különösen nagy kedvvel foglalkozott a Cornelius Neposszal; szórakozás gyanánt egy barátjával a debreceni homokba rajzolta az ókori Athént, a görögök nagyjainak csontokból emlékoszlopokat állított, és emlékbeszédeket tartott fölöttük. Ebben az időben ismerkedett meg Haller János Hármas Istóriájával is.
1803-ban a költészeti osztályba jutva a latin versírásban ugyan nem jeleskedett, de buzgón olvasta Csokonai Vitéz Mihály, Virág Benedek, Kisfaludy Sándor munkáit, Kazinczy Ferenc Gessner-fordításait, a latin-, és ógörög nyelvű szerzők műveit Vergilius, Theokritosz pásztorkölteményeit, méghozzá eredetiben. Már ekkoriban a magányt kereste, s minden örömét elvonulva, könyveiben kereste és találta meg. 16 éves korától kezdve enciklopédiai tanulmányokat folytatott, és társaival – akik között volt a később ismertté vált Kállay Ferenc is – együtt tanult, olvasott és folytatott eszmecseréket.
Az élő idegen nyelvek közül először a franciát sajátította el, kedvelte a 17. századi francia mestereket. A német nyelv iránti érdeklődését főként Ewald Christian von Kleist, Gessner, Hagedorn, Bürger és Klopstock írásai keltették fel, melyeket először még csak korabeli magyar fordításból ismert; görögül olvasta ugyan Cebest és Anakreónt, de komolyabb előmenetelt e téren nem tett, azonban Kazinczy sürgetésére egyre nagyobb gondot kezdett rá fordítani, és miután Pindarosz műveihez meghozatta a Heine-féle kiadást, filológiai látóköre is tágult.
16 éves kora óta írogatott verseket is, de első „zsengéit” megsemmisítette. 1805-ben Csokonai temetésén ismerkedett meg Kazinczyval, akinek a Kresznerics Ferenccel való vitájához fontos adatokkal szolgált. 1808. május 19-én kelt első levele Kazinczyhoz. Ennek szíves fogadtatása és a későbbi barátság rendkívül serkentően hatott rá, Kazinczy szellemi útmutatóul szolgált számára, ő pedig a nyelvújító szinte egyedüli védelmezője lett Debrecenben, és az Árkádia-perben is mellé állt.
A történelmet Magyar Mihálytól, a bölcseletet Ercsei Dánieltől hallgatta. Tanulmányai mellett, Kazinczy buzdítására, kivonatokat írt, és némelyikből esszé is lett; többek között Werbőczy életét is feldolgozta, ezen kívül írt egy értekezést a poézisról (1808. december), ill. jegyzeteket a ión iskoláról. Rendszeresen látogatta a kollégium könyvtárát, azonban mivel abból az ifjaknak magyar könyveket nem adhattak ki, maga is gyűjtött magyar nyelvű munkákat.

### Felnőttkora

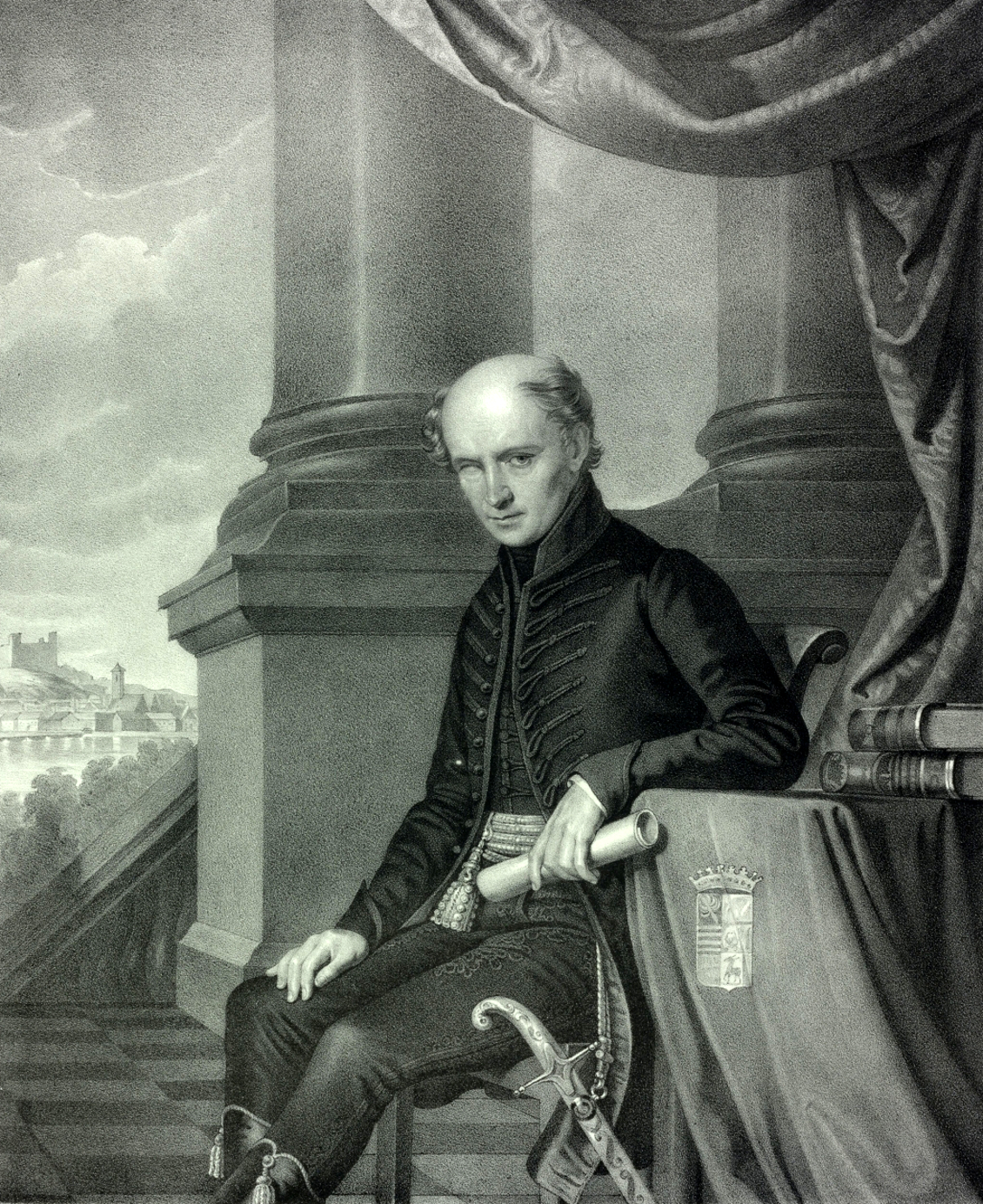
Franz Eybl litográfiáján

Miután 1809-ben befejezte kollégiumi tanulmányait, Pestre költözött törvénygyakorlatra, de ügyvédi vizsgára nem jelentkezett, mert miután szoros barátságot kötött Horvát Istvánnal, Vitkovics Mihállyal és főleg Szemere Pállal, egyedül az irodalom érdekelte, ezért lemondott a hivatalbeli és tanári pályáról, melyre Debrecenbe hívták, és Álmosdra vonult, ahol kis birtokán gazdálkodva egyedül tanulmányai foglalkoztatták. Ezek mellett öccseinek gondozása is lefoglalta. 1815-ben testvéreivel megosztozván Csekére (Szatmár megye) költözött. Itt is a gazdaságnak, tanulmányainak és az irodalomnak élt. Levelezett Kazinczyval, Döbrentei Gáborral, és kétszer utazott Pécelre Szemeréhez, ebből egy alkalommal 1814-ben Kazinczyval együtt, valamint 1815 nyarának egy részét is ott töltötte.
Figyelmet keltett a Mondolatra való Felelet, melyet Szemere Pállal együtt dolgozott ki 1815-ben. Kölcsey ezzel állást foglalt a nyelvújítás mellett és előmozdította sikereit. Kizárólag az irodalmi kritika és esztétika terén működött; Kazinczyval a régi Magyarország ellen küzdött; sorba vette a legnevezetesebb költőket, Csokonait, Kis Jánost és Berzsenyi Dánielt. Véleményét akkor hallatlan szigorúsággal mondta ki, ezért fel is zúdította maga ellen a közvéleményt és az írókat. Ekkor személyes baráti viszonyra lépett Kisfaludy Károllyal és az Aurora-körrel is; különösen Bártfay Lászlóval, Helmeczy Mihállyal, Toldy Ferenccel, Bajza Józseffel, Vörösmarty Mihállyal és Zádor Györgygyel (aki Fenyéri Gyula álnéven cikkeket írt különféle lapokba) alakított ki haláláig tartó őszinte baráti kapcsolatot.
1823. január 22-én tisztázta le Hymnus, a’ Magyar nép zivataros századaiból című nagy költeményét, amely Erkel Ferenc zenéjével Magyarország nemzeti himnusza lett. (E napot 1989 óta a magyar kultúra napjaként ünnepeljük. A mű eredeti kéziratát Kölcsey saját kezű aláírásával az Országos Széchényi Könyvtár őrzi.)
Pesten tartózkodása alatt Szemere Pállal 1826-ban megindította az Élet és Literatura című folyóiratot. 1827 januárjában hazamenetele után csak pár évig maradt csekei magányában, ahol elhunyt öccse családjának ügyei is foglalkoztatták. Az 1829-es tisztújításkor főispánja, báró Vay Miklós őt Szatmármegye tiszteletbeli aljegyzőjévé tette. A Magyar Tudományos Akadémia igazgatósága Pozsonyban 1830. november 17-én a nyelvtudományi osztály vidéki rendes tagjának nevezte ki.
Nagy Károly tiszti főügyésszel hathatós ébresztője és támasza lett megyéjében a szabadelvű mozgalmaknak, egyszersmind kidolgozója a rendszeres munkálatok feletti véleményeknek, melyek a megye által a kiváltságok védői dacára 1832-ben elfogadva, a következő országgyűlésre utasításul szolgáltak és oly hírre emelkedtek, hogy azokat más megye is sajátjává tette. 1832-ben megyei főjegyzővé, azon év november 6-án pedig országgyűlési követté választották. Pozsonyban 1832. december 19-én foglalta el helyét és a négy kerületi jegyzők egyikévé választatott; számos felirat (latinul) és üzenet (magyarul) az ő tollából került ki. Mint szónok, a magyar nyelv ügyében tartott beszéddel tűnt ki először és nemsokára jeles beszédeivel országos hírűvé vált. A parlamenti szónoklatot ő emelte irodalmi s művészi színvonalra; tőle tanulták ezt el az 1830-as és 1840-es évek szónokai: Deák Ferenc, Kossuth Lajos, Eötvös József és Szemere Bertalan.
Mint politikus, a reformok híve volt; küzdött Erdély és a Partium visszacsatolásáért, az alkotmánynak a nép felszabadításával korszerű átalakításáért és a magyar nyelv jogaiért. Követi pályája 1834-ben véget ért, amikor megyéjében a maradiak kerültek felszínre. Búcsúbeszédével Pozsonyban 1835. február 9-én annyira meghatotta a rendeket, hogy az országgyűlés e beszéd után az napra felfüggesztette az ülést, és Kossuth erről a napról gyászkeretben küldte szét Országgyűlési Tudósításait. Hazatérte után ismét sikerült neki többséget biztosítani megyéjében a szabadelvű eszméknek. Az akadémiában emlékbeszédeivel, költői dolgozataival, kritikáival újra magára ragadta a közfigyelmet, és ezután kizárólag az irodalomnak élt. 1836. november 12-én a Kisfaludy Társaság alapítótagja lett. Utolsó nagy műve, Wesselényi Miklós védelme, melyet barátja hűtlenségi perében készített. Rendkívüli tisztességére és megbecsültségére utalva, Wesselényi így emlékezett meg róla: „Nem közénk való volt”. E nagyszabású, valóban klasszikus politikai vádirat kimerítette erejét, bélgyulladásba esett.

### Halála

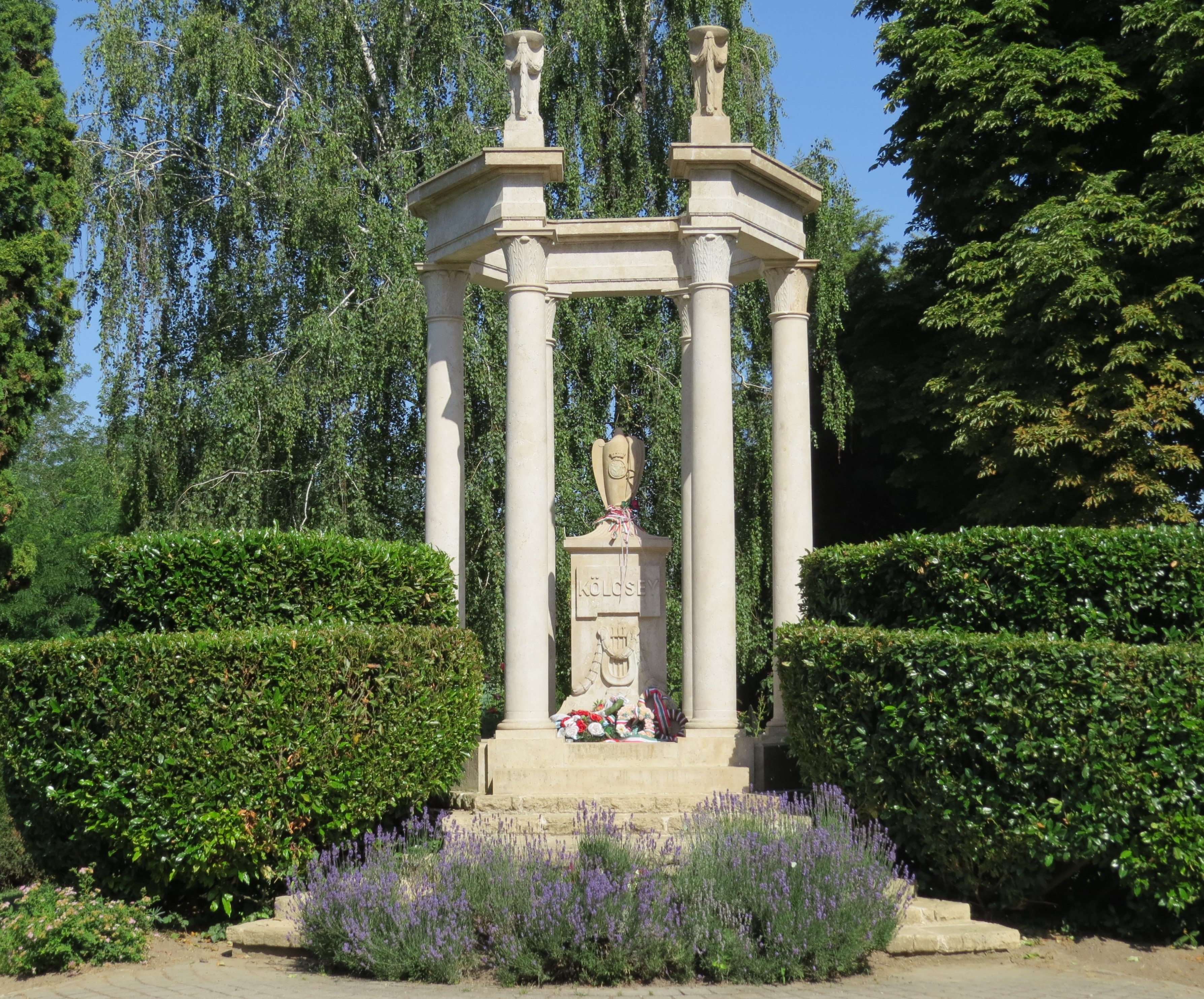
Kölcsey Ferenc síremléke Szatmárcsekén

Halála hirtelen következett be. Egy hivatalos útja alkalmával szekéren utazva viharos zápor érte, meghűlt és egyheti betegeskedés után – a szatmárcsekei református anyakönyv vonatkozó bejegyzésének tanúsága szerint – 1838. augusztus 23-án Szatmárcsekén elhunyt. Ezzel ellentétben Kölcsey Antónia naplójában 1838. augusztus 24-e délelőtt 10 órát említ a halálozás időpontjaként.

## Magánélete
Sosem házasodott meg, élete végéig agglegény maradt. Emiatt, és férfiaknak írt, rendkívül intim hangvételű levelei miatt többen állítják, hogy valószínűleg homoszexuális volt. Magánéletéről a legtöbb antológia nem vagy csak alig értekezik. Egyesek állítják, hogy soha nem volt szerelmes, esetleg Szemere Pál távoli rokonába és menyasszonyába, Szemere Krisztinába, mások megemlítik, hogy gyengéd szálak fűzték Szemere Pál költőtársához. Nyáry Krisztián irodalomtörténész szerint valóban homoszexuális lehetett, azonban az erről való értekezés a magyar társadalom és az irodalomtörténet számára nagyon nehéz, hiszen a nemzet himnuszának szerzőjéről van szó. Nyáry elméletét több irodalomtörténész, köztük Vaderna Gábor és Margócsy István nem fogadja el, az erősen vitatott.

## Emlékezete
- Életéről és haláláról unokahúga, Kölcsey Antónia is beszámolt naplójában.
- A Magyar Tudományos Akadémia ünnepi ülésén Eötvös József tartott fölötte 1839-ben emlékbeszédet. (Lásd itt.)
- A csekei temetőben rokonai és tisztelői emléket állítottak sírja felett, melyet 1856. május 18-án ünnepélyesen lepleztek le.
- Mellszobrát 1860-ban Szatmárban avatták fel; olajfestésű életnagyságú arcképe Nagykárolyban, Szatmár megye székházában látható.
- Zilahy Károly: Magyar Koszorusok Albuma. Pest, 1863
- Mellszobrát Ferenczy István készítette el, 1846-ban fehér carrarai márványból, 22 láb (6,6 m) magas gránit oszlopon áll Szatmár főterén (1864. szeptember 25-én leplezték le).
- Kölcsey-egyesület alakult Aradon, 1881-ben és Nagykárolyban 1898-ban.
- 1890. augusztus 8-án, Kölcsey születésének századik évfordulóján Szatmárnémetiben Gyulai Pál a Magyar Tudományos Akadémia képviseletében mondott emlékbeszédet.
- Ülő bronzszobra másfélszeres életnagyságú, 2,2 méter magas, 1897-ben avatták fel Nagykárolyban Kallós Ede alkotását.
- Acélmetszetű arcképét Einsle festménye után a bécsi Ender rajzolta meg, a metszetet Schwerdegeburth készítette (Rajzolatok 1836. 87. sz., Aurora 1836. szerk. Bajza József).
- A Kölcsey Televízió, Szabolcs-Szatmár-Bereg megye első televíziócsatornája a költő nevét viseli 1999 óta. Székhelye: Nyíregyháza
- 2023 óta nevét őrzi a 157721 Kölcsey kisbolygó.[14]
- Lásd még: Kölcsey Ferenc emlékezete Erdélyben

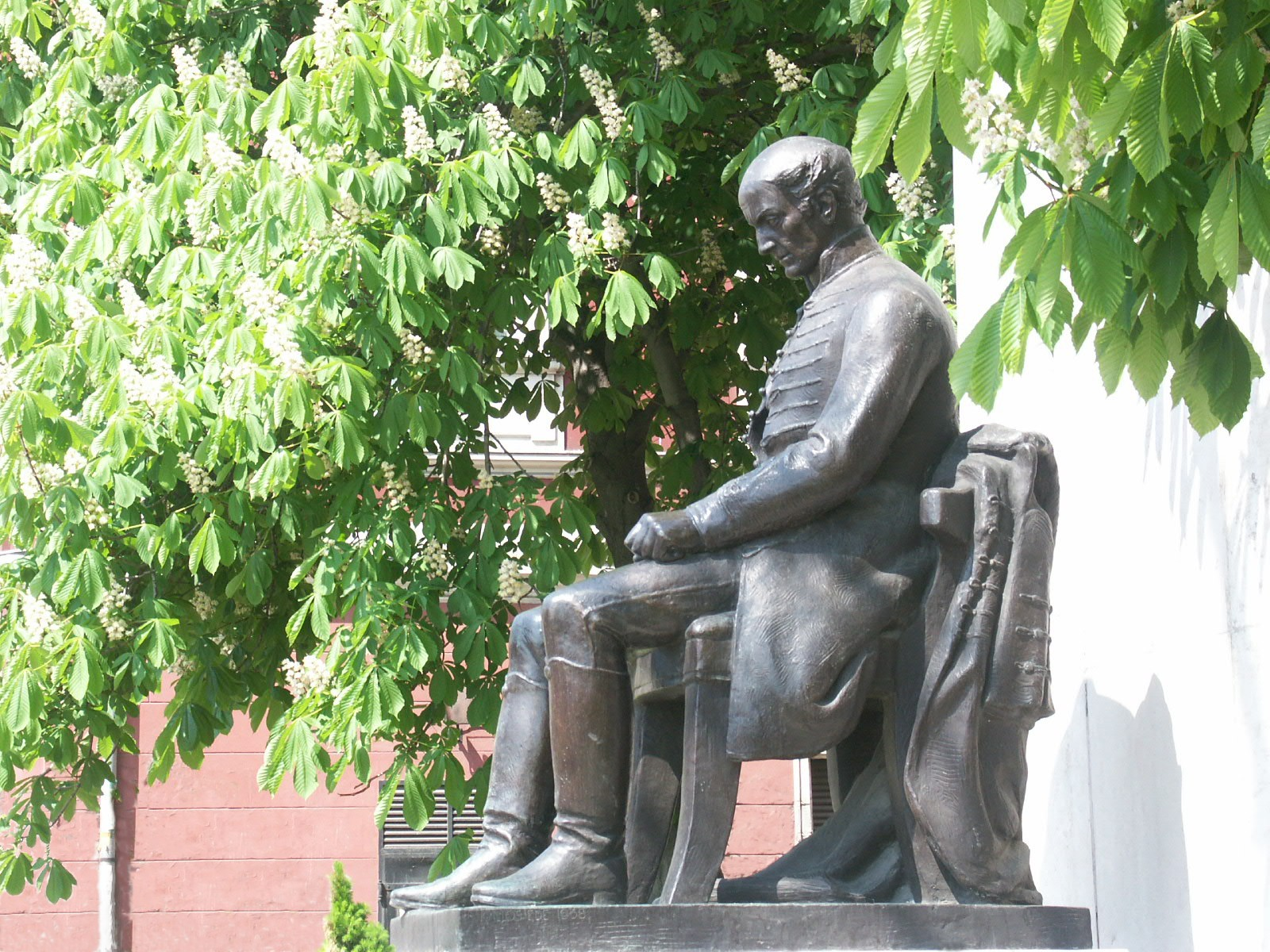
Szobra Budán, a Batthyány téren
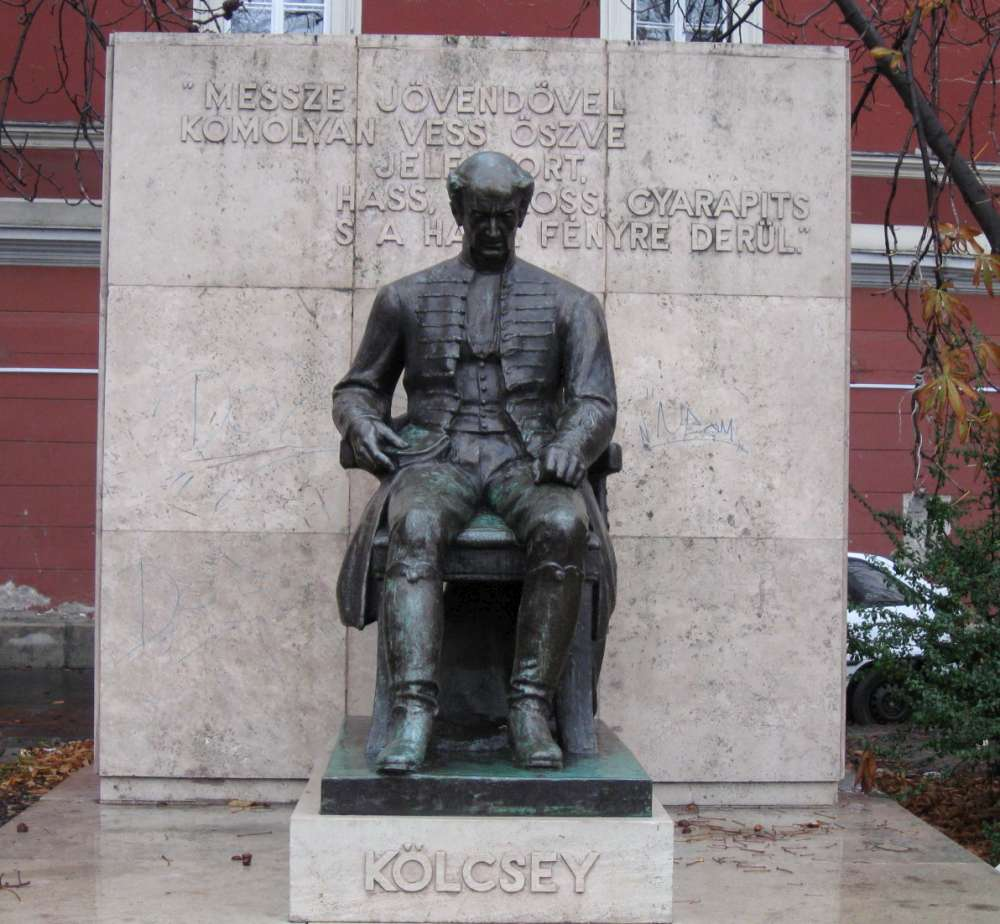
Himnuszunk költőjének szobra, Budapest
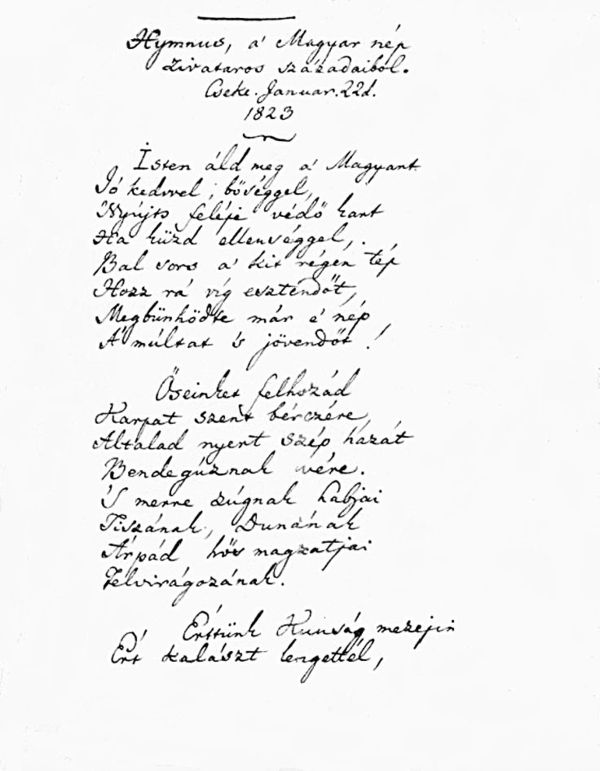
A Himnusz kéziratának első oldala
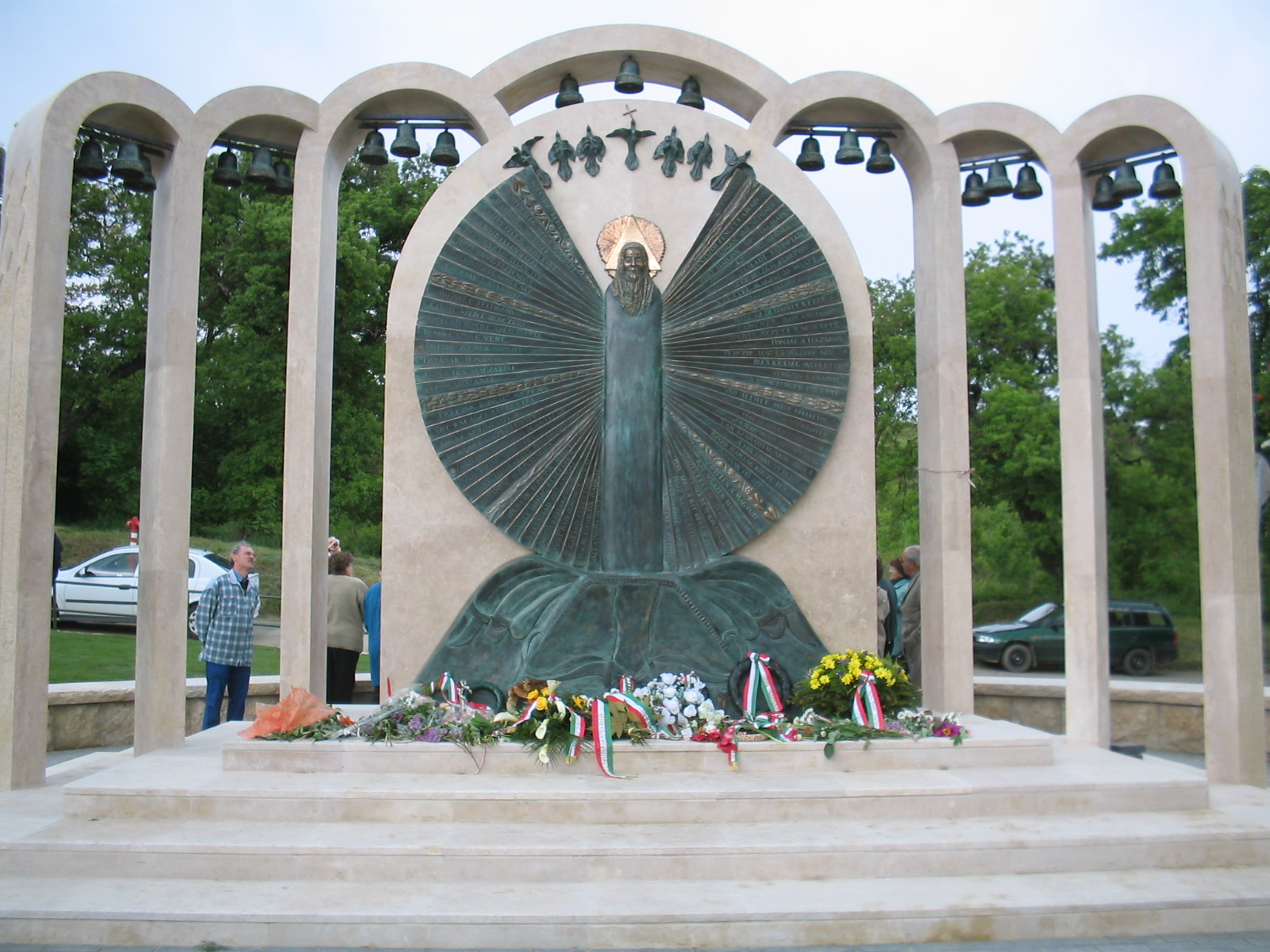
Himnusz-szobor elölnézetben, Budakeszi
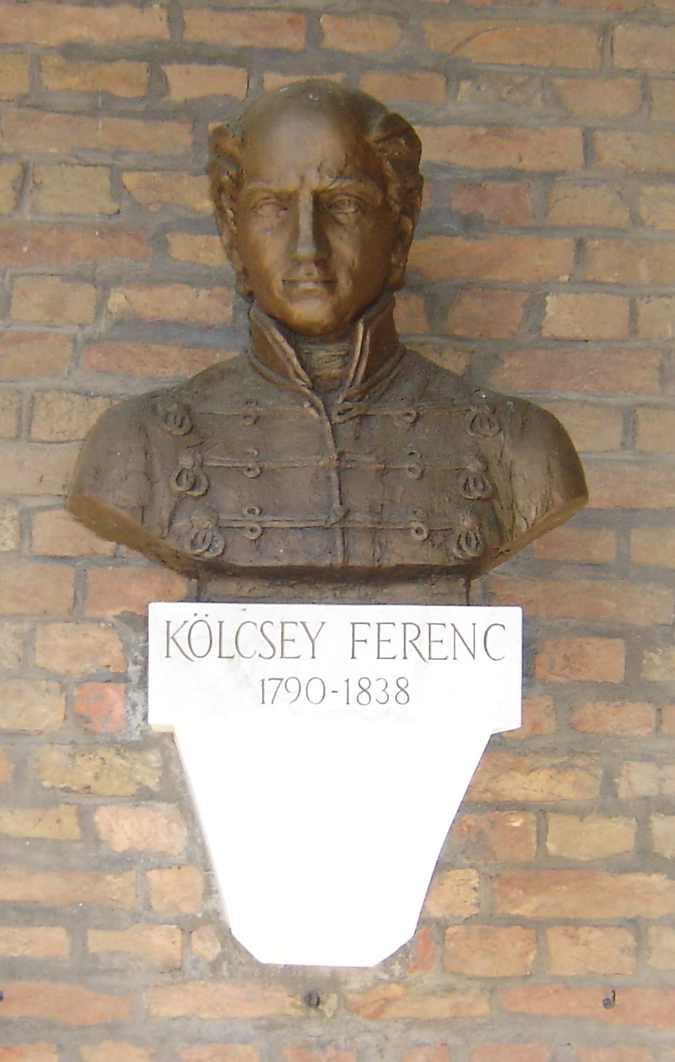
Portrészobra Szegeden Fűz Veronika alkotása
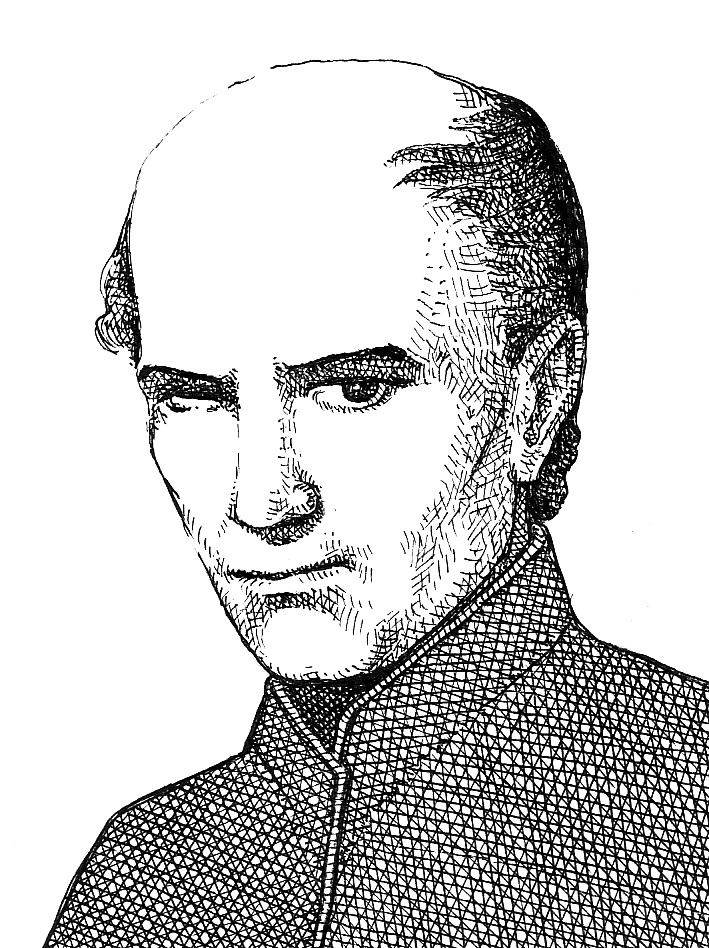
Portréja Muhi Sándor grafikája 1990-es évek
A Kölcsey család címere

## Munkái
1. Felelet a Mondolatra néhai Bohógyi Gedeon urnak. Pest, 1815 (Szemere Pállal együtt. Somogyi Gedeonnak erre válasza az Értekezés a magyar verselés módjáról cz. munkájában. Veszprém, 1819. sz. munkájában jelent meg. Felelet a Mondolatra. Kiadta Balassa József. Bpest, 1898. Somogyi Gedeon válaszával. Heinrich Gusztáv, Régi Magyar Könyvtár XI.)
2. Kölcsey Ferencz munkái. Kiadta Szemere Pál I. kötet. Versek. Pest, 1832 (Több nem jelent meg.)
3. Kölcsey Ferencz minden munkái. Szerkesztik b. Eötvös József, Szalay László és Szemere Pál. Uo. 1840-48. Hat kötet. (I. 1840. Versek. II. 1840. Elbeszélések. Vegyes beszédek. III. 1842. Philosophiai, nyelvészeti és vegyes dolgozatok. V. 1844. Vegyes dolgozatok. VI. 1848. Országgyűlési és megyei beszédek)
4. Kölcsei Kölcsey Ferencz naplója 1832-1833. Budapest, 1848. Dobrossinál (A m. n. múzeum példányára írt jegyzet szerint: készült 1847-48-ban egy földalatti titkos nyomdában censura nélkül. Ism. Figyelő 1874. 6., 7. sz. Vajda Viktor)
5. Kölcsei Kölcsey Ferencz minden munkái. Második bővített kiadás Toldy Ferencz által. Pest, 1859-61. Nyolcz kötet. (I. 1859. Kölcsey Ferencz élete. Versek, arczkép. II. 1859. Elbeszélések. Műfordítások. Vegyes beszédek. III., IV. 1860. Nyelv, irodalom, széptan. V. 1860. Philosophia és historia. VI. 1861. Törvényszéki és politikai beszédek. Országgyűlési üzenetek. VII. 1861. Országgyűlési napló 1832-33. VIII. 1861. B. Wesselényi Miklós védelme. Levelek: Kállay Ferenczhez 9, Szemere Pálhoz 5, Döbrentey Gáborhoz 10, Helmeczy Mihályhoz 2, Toldy Ferenczhez 9, Bajzához 6, Bártfay Lászlóhoz 73, Kisfaludy Károlyhoz 1; Önpanaszok, kilencz töredék)
6. Országgyűlési és megyei beszédek. Ugyanott, 1861
7. K. versei. Toldy Ferencz által. Ugyanott, 1863. arczk. (M. Remekírók. Gyémántkiadás 8. 5. kiadás, 1889)
8. K. válogatott munkái. Uo. 1872. (Kis Nemzeti Muzeum 19. Versek. Az elbeszélések közül. Vegyes beszédek. Országgyülési beszédek Philosophia és historia)
9. K. országgyűlési naplója és Wesselényi védelme. Új kiadás. Bpest, 1874. (A. M. Nemzet Családi Könyvtára 123-126. Uo. 1886)
10. K. válogatott prózai munkái. Uo. 1874 (Elbeszélések. Beszédek. Vegyes. M. Nemzet Cs. K. LII. Uo. 1887)
11. K. elbeszélései. Uo. 1875 (Olcsó Könyvtár 3.)
12. K. szónoki művei. Uo. 1875 (Olcsó K. 17)
13. K. hymnusa magyarul és németül. Uo. 1877 (Vörösmarty M. Szózatával);
14. Körner Zrinyijéről birálat. Bpest, 1879 (Körner Tivadar, Zrinyi, Szomorujáték, ford. Szemere Pál. Olcsó Könyvtár 64. Függelékül)
15. K. versei. 5. kiadás. Uo. 1880 (Olcsó K. 95.)
16. K. Országgyülési naplója. Uo. 1883 (Olcsó K. 166.)
17. Kölcsei Kölcsey Ferencz minden munkái. Harmadik bővített kiadás. Bpest, 1886-1887. Tiz kötet. arczk. (I. K. élete Toldy Ferencztől. Versei. Műfordítások. II. Elbeszélések. Vegyes beszédek. III., IV. Nyelv. Irodalom. Széptan. V. Philosophia és historia, VI. Törvényszéki és politikai beszédek, Országgyülési izenetek és megyei iratok. VIII. Országgyülési napló 1832-1833. VIII. 1887. B. Wesselényi Miklós védelme. IX., X. Levelek: Kazinczy Ferenczhez 48, Budeskutyné Draveczky Juliához 1, Szemere Pálhoz 110, Kállay Ferenczhez 10, Döbrentei Gáborhoz 13, Helmeczy Mihályhoz 73, Kisfaludy Károlyhoz 1, Toldy Ferenczhez 9, Bajzához 6, Szemere Pálnéhoz 4, báró Wesselényi Miklóshoz 19, Mándy Péterhez 2, Szalay Lászlóhoz 1, Szathmáry Király Lászlóhoz 1, Kossuth Lajoshoz 1, Ormos Lászlóhoz 2, Önpanaszok. Pótlékok: Szerződés K. és Hartleben között, Emléksorok, Az erdélyi ifjuság levele a magyarhoni országgyülési ifjusághoz. Utóirat. Ism. Budapesti Szemle LI, LVII.)
18. Parainesis Kölcsey Kálmánhoz. Győr, 1888 (Egyetemes Könyvtár 6. Nagy-Kanizsa, 1896., Parainesis és egyéb szónoki művek. Budapest, 1896)
19. Beszédek. Győr, 1892 (Egyetemes K. 42.)
20. K. versei Uo. 1892. (Egyetemes K. 48., 49.)
21. Csorba Sándor: Kölcsey Ferenc gazdasági irataiból; Kölcsey Társaság, Fehérgyarmat, 1991 (A Kölcsey Társaság füzetei)
22. Kölcsey Ferenc debreceni diákéveink iratai; szerk., jegyz. Csorba Sándor; Kölcsey Társaság, Fehérgyarmat, 2012 (A Kölcsey Társaság füzetei)
23. Kölcsey Ferenc kiadatlan írásaiból; szerk., jegyz. Csorba Sándor; Kölcsey Társaság, Fehérgyarmat, 2015 (A Kölcsey Társaság füzetei)
24. Kölcsey Ferenc és Kende Zsigmond levelezése; sajtó alá rend., jegyz. Szabó G. Zoltán, szerk. Csorba Sándor; Adj' Isten Szatmárban! Vállalkozás, Cégénydányád, 2016 (Cégénydányádi Kende könyvespolc)

Költeményei, kritikái, elbeszélései, történeti s esztétikai cikkei és beszédei a következő folyóiratban, évkönyvekben és hírlapokban jelentek meg:
- Erdélyi Múzeum (I. 1814. A kedvesnek sírja, Szent Demeter aug. 13. 1811. költemény
- IV. 1814. Kivánság, Álmosd, jún. 18. 1812. költ.
- V. 1816. A phantasiához, Sző-Demeter, aug. 11. 1811. költ.)
- Magyar Dámák Kalendáriuma (1815. Róza, ballada, Jennyhez, költ., Kazinczy első sonettjére sonett)
- Tudományos Gyűjtemény (1817. II. Kis János versei, III. Csokonai munkáinak kritikai megitéltetések 1815, VII. Berzsenyi Dániel versei, erre Berzsenyi észrevételei Uo. 1825. IX., 1828. I. Az állati magnetismus nyomai a régiségben)
- Szépliteraturai Ajándék (1821. költemények)
- Zsebkönyv (1822-re A váró leány, ehhez zenemelléklet b. Podmaniczky Lajostól)
- Aurora (1822-1826. költ.): Aspasia (1824. költ.)
- Élet és Literatura (1826. Előbeszéd, Iskola és világ, Nemzeti hagyományok, Cselkövi névvel, Körner Zrinyijéről, Szemere sonettjeiről, Az Iliaszi pör, Kritika és antikritika, 1827. Költés és képző-művészség, A komikumról. Szónoklat, Töredékek, 1829. Jegyzetek a kritikáról és poesisről, Csokonai két dala átdolgozva. «Huba» ossiáni költeményről)
- Felsőmagyarországi Minerva (1826. 9. Homer Iliászának első éneke)
- Urania (1828. költemények)
- Koszorú (1828. költemények)
- Kritikai Lapok (I. 1831. Jegyzetek a Kazinczy által fordított pindarusi ódára, könyvkivonatok, II. 1833. Kritika)
- M. tud. társaság Évkönyve (I. 1831-32. Emlékbeszéd Kazinczy Ferencz felett, III. 1. rész 1834-36. Emlékbeszéd Berzsenyi Dániel felett)
- Estike (Kolozsvár, 1833. III. költ.) Muzárion (1833. Magyar); Athenaeum (1837. I. Parainesis Kölcsey Kálmánhoz, A gyilkos anya, alperesi védelem, Férj ölő, törvényszéki beszéd, II. Czelesztina, szónoklat, 1838. Vázlatok a két magyar haza egyesülése s Magyarországnak a részekhez való joga felett
- 1838. ápr. 12. Kölcseynek honoráriumul tíz aranyat azaz 47 forintot fizetett Toldy F., a szerkesztő)
- Társalkodó (1837)
- Parthenon (III. 1837. A pataki ifjak társaságának! Pozsony, szept. 7. 1834.)
- Emlény (1837. A vadászlak, elb., 1838. A kárpáti kincstár elb. Németül: Iris, Ofen, 1840)
- Budapesti Árvizkönyv (II. 1839. Az ifjú, b. Palocsay Tivadar után költ.)

### Levelei
- Kazinczy Ferenchez, Debrecen 1808. máj. 19., jún. 25., aug. 9., 31., nov. 12., dec. 7., 1809. jan. 31., márc. 29., ápr. 19., máj. 9., jún. 3., 23., aug. 23., dec. 8., 1810. márc. 9., máj. 6., 1811. ápr. 23. (Kazinczy Ferencz Levelezése V-VIII.), K. és Kazinczy levelezése 1823. febr., ápr. (Élet és Literatura I. 1826.); Kállay Ferenczhez, Álmosd, 1813. november 14. (Ország-Világ 1885. 6. szám), K. és Döbrentey Gábor leveleik 1813-17. Kölcseyé, Álmosd, 1813. szeptember 15., október 30., nov. 15., 1814. jan. 21., febr. 18., márcz. 22., 1815. március 6., máj. 3., Cseke, 1816. ápr. 2., máj. 11. (Élet és Literatura II. 1827)
- Szemere Pálhoz, Cseke, 1816. április 2. (Koszorú Pálhoz, Cseke, 1816. április 2. (Koszorú, 1864), 1825. máj. 18. (Vasárnapi Újság 1871. 50. sz.), 1833. márc. 20., ápr. 22. (Bud. Szemle XLIV. 1885)
- Kende Zsigmondhoz, Pest, 1826. jún. 15., Pozsony, 1833. jún. 12. (Figyelő 1874. 10., 12. sz.)
- Báró Wesselényi Miklóshoz, Nagy-Károly, 1831. dec. 3., Cseke, 1832. szept. 26. Pozsony, 1833. máj. 12., jún. 7., júl. 12., 18., Nagy-Károly, Pest, 1833. okt. 27., 1834. márc. 12. Pozsony, jún. 26., 31., 1835. január 19., Cseke, 1836. okt. 1., 1838. jún. 24., júl. 6., 11. (Történeti Lapok I. 1874., 1., 2., 6., 12., 23., 36-38., II. 1875. 45. III. 1876. 28-30. szám), Cseke, 1836. szeptember 20., 1837. április 25. Nagy-Károly, nov. 30. (Igazmondó 1876. 30., 31. szám)
- Péchy Lászlóhoz, Cseke, 1835. márc. 16. (Irodalomtört. Közlemények. 1897. és P. Napló 26. sz.), Borsodmegyéhez 1836. (Vasárnapi Újság 1884. 52. sz.);
- Ormos Lászlóhoz, Cseke, 1837. jan. 24., dec. 29. (Figyelő III., IV. és Ország-Világ 1897. 14. sz. hasonmással)
- Vörös Antalhoz, Cseke, 1838. márc. 25. (Vasárnapi Ujság 1890. 32. sz.)

### Kiadatlan versei
- Szatmári virágok és Károlyi György grófhoz 1829. ápr. 24. (Figyelő XXII. 1887. közli Eble Gábor)
- K. Hymnusa örményül Gábrus Zachariástól (Armenia 1887. 170. 1.), héberül Bacher Simontól (Hebräische Dichtungen, Wien, 1894. II.)

### Levelei kéziratban
Horvát Istvánhoz, Álmosd, 1813. aug. 13., Kerekes Ferenczhez, N-Károly, 1836. aug. 27., Kossuth Lajoshoz, Cseke, 1837. ápr. 25. mellékelve Szatmármegye fölirata a katonai erővel elfogott ifjak ügyében, N-Károly, 1837. márc. 6., Walter Lászlóhoz, Cseke, 1838. július 25. (a Magyar Nemzeti Múzeumban.)
Szerkesztette és kiadta Szemere Pállal az Élet és Literatura c. folyóiratot 1826-27-ben a két k. (I-X. rész) és ennek folytatását a Muzariont 1829-ben (Élet és Literatura III. és IV. k., XI-XXIX. rész) és új folyamát 1883-ban Pesten névtelenül.

## Kritikai kiadásai
- Kölcsey Ferenc, Szépprózai művek, kiad. SZILÁGYI Márton, Budapest, Universitas Kiadó, 1998 (Kölcsey Ferenc Minden Munkái: Kritikai kiadás)
- Kölcsey Ferenc, Országgyűlési napló, kiad. VÖLGYESI Orsolya, Budapest, Universitas Kiadó, 2000 (Kölcsey Ferenc Minden Munkái: Kritikai kiadás)
- Kölcsey Ferenc, Versek és versfordítások, kiad. SZABÓ G. Zoltán, Budapest, Universitas Kiadó, 2001 (Kölcsey Ferenc Minden Munkái: Kritikai kiadás)
- Kölcsey Ferenc, Országgyűlési naponkénti jegyzések, kiad. PAJKOSSY Gábor, Budapest, Universitas Kiadó, 2002 (Kölcsey Ferenc Minden Munkái: Kritikai kiadás)
- Kölcsey Ferenc, Irodalmi kritikák és esztétikai írások, I, 1808–1823, kiad. GYAPAY László, Budapest, Universitas Kiadó, 2003 (Kölcsey Ferenc Minden Munkái: Kritikai kiadás)
- Kölcsey Ferenc, Levelezés, I, 1808–1818, kiad. SZABÓ G. Zoltán, Budapest, Universitas Kiadó, 2005 (Kölcsey Ferenc Minden Munkái: Kritikai kiadás)
- Kölcsey Ferenc, Levelezés, II, 1820–1831, kiad. SZABÓ G. Zoltán, Budapest, Universitas Kiadó, 2007 (Kölcsey Ferenc Minden Munkái: Kritikai kiadás)
- Kölcsey Ferenc, Erkölcsi beszédek és írások, kiad. ONDER Csaba, Budapest, Universitas Kiadó, 2008 (Kölcsey Ferenc Minden Munkái: Kritikai kiadás)
- Kölcsey Ferenc, Országgyűlési dokumentumok, kiad. VÖLGYESI Orsolya, Budapest, Universitas Kiadó, 2011 (Kölcsey Ferenc Minden Munkái: Kritikai kiadás)